# Maschek

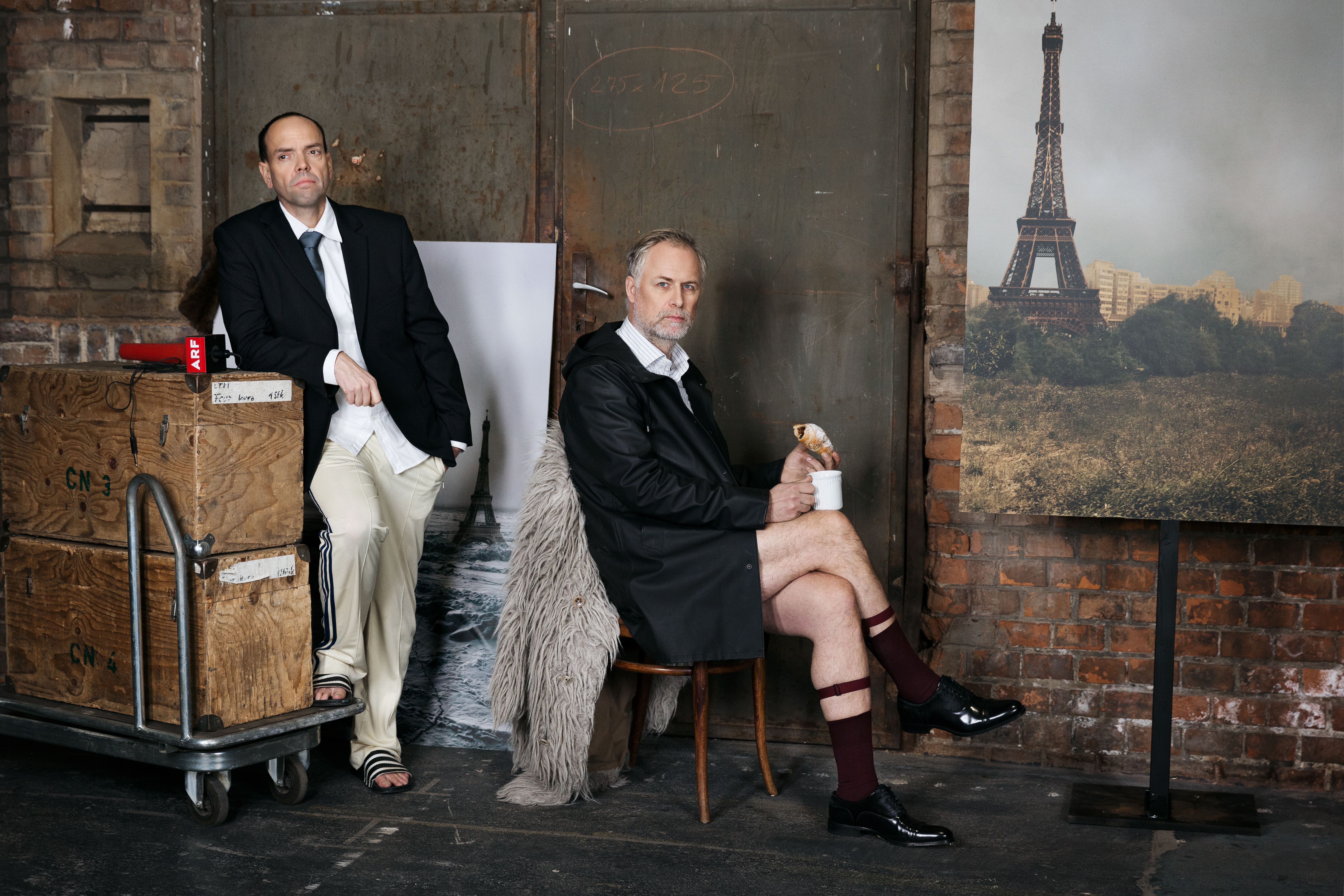
Pressefoto zum Programm FAKE! In Wahrheit falsch – Robert Stachel (stehend) und Peter Hörmanseder (sitzend)

Maschek sind eine österreichische Kabarett-Gruppe aus Wien, die aus Peter Hörmanseder (* 1970 in Wels), Ulrich Salamun (* 1971 in Köln) und Robert Stachel (* 1972 in Wiener Neustadt) besteht. Maschek sind hauptsächlich durch die Live-Synchronisation von vorher zusammengeschnittenem Videomaterial und ihre Politikerpuppenstücke im Rabenhof Theater bekannt. Die Auftritte bei Willkommen Österreich (seit 2012) sowie den Jahresrückblick (seit 2014) machen Peter Hörmanseder und Robert Stachel zu zweit. Ulrich Salamun ist bei allen Auftritten mit der Puppenkiste dabei.

## Geschichte
Maschek gründeten sich 1996, nachdem die Mitglieder einander beim Publizistiktudium an der Universität Wien kennengelernt hatten. Der Name der Gruppe leitet sich vom ungarischen Wort másik ab, das übersetzt „die, der, das andere“ heißt und als „Maschekseite“ (also „Kehr-“ oder „Rückseite“) im Wiener Dialekt Eingang gefunden hat.
Als Bühnendebüt von Maschek gilt der Auftritt im Dezember 1998 im Wiener Wohnzimmerclub Hobbythek. Maschek produzierten Sendungen für die neu entstandenen alternativen Radio- und TV-Sender Orange 94.0 und TIV, traten von März 1999 bis Mai 2000 monatlich als Mitternachtseinlage im Soft Egg Café im Wiener Flex auf und experimentierten bei der Moderation eines Abends zur Nationalratswahl 1999 erstmals mit TV-Live-Synchronisationen, die bald zum dominierenden Element der Auftritte von Maschek wurden. Der Kurzfilm Der graue Star 2 – die Wehrmacht (1999) lief bei Filmfestivals im gesamten deutschsprachigen Raum.
Ab 2002 traten sie unter dem Titel maschek.redet.drüber regelmäßig im Rabenhof Theater in Wien auf. 2004/05 produzierten sie mit Regisseur Ed Hauswirth (Theater im Bahnhof) das Stück The Great Television Swindle. Das Rabenhof Theater erhielt für diese und zwei weitere Produktionen der Spielzeit den Nestroy-Preis als bestes Off-Theater. Von 2005 bis 2010 war die Rubrik maschek.redet.drüber fixer Bestandteil von Dorfers Donnerstalk, einer von Alfred Dorfer moderierten Kabarettsendung im ORF. In den Jahren 2009 und 2010 waren Maschek auch wiederholt Gast bei Harald Schmidt in der ARD.
Für das kabarettistische politische Puppentheater Bei Schüssels arbeiteten Maschek 2006 unter der Regie von Rabenhof-Direktor Thomas Gratzer, mit dem Original Wiener Praterkasperl und dem Karikaturisten Gerhard Haderer zusammen. Der große Publikumserfolg wurde im Jahr darauf mit Beim Gusenbauer fortgesetzt. Es folgten Bei Faymann (2009) und Bye-Bye, Österreich! (2013). Die Serie erhielt nach der vierten Ausgabe den gemeinsamen Titel Puppenkiste.
Von 2009 bis 2014 traten sie mit der dreiteiligen Programmserie Fernsehtage auf, wobei jeweils Fernsehaufnahmen eines einzelnen Tages als Rohmaterial für eine abendfüllende fiktionale Geschichte herangezogen werden: 090909 – ein katastrophaler Fernsehtag, 101010 – ein revolutionärer Fernsehtag sowie 111111 – ein phänomenaler Fernsehtag.
Seit Anfang 2012 sind Maschek fixer Bestandteil der ORF-Late-Night-Show Willkommen Österreich mit Stermann & Grissemann und präsentieren dort in jeder Sendung einen etwa vierminütigen Beitrag live im Studio.
Seit 2024 sind Maschek mit ihrer halbstündigen Sendung "Maschek" monatlich auf ORF 1 zu sehen.

## Programme
(Auswahl)
- 1998: maschek.soirée
- 1999: maschek.caraoque
- 2002: maschek.redet.drüber
- 2004: Die Zeros-Show
- 2005: The Great Television Swindle
- 2006: Bei Schüssels (erste Puppenkiste)
- 2007: Beim Gusenbauer (zweite Puppenkiste)
- 2008: Das maschek.Patent
- 2009: Bei Faymann (dritte Puppenkiste)
- 2010: 090909 – ein katastrophaler Fernsehtag
- 2011: 101010 – ein revolutionärer Fernsehtag
- 2012: 111111 – ein phänomenaler Fernsehtag
- 2013: Bye-Bye, Österreich! (vierte Puppenkiste)
- 2016: FAKE! In Wahrheit falsch
- 2018: XX - 20 Jahre Drüberreden[12]
- 2019: MASCHEK MACHT MERKEL[13]
- 2021: FRL ELSE (Stummfilmvertonung gemeinsam mit Musicbanda Franui)[14]
- 2023: SPIN! Wie man dreht und wendet[15]
- 2025: EXIT – Ausgang ungewiss[16]

## Publikationen
- Christopher Wurmdobler, Maschek: Maschek. Satire darf al, Czernin Verlag, Wien 2018, ISBN 978-3-7076-0650-8

## Auszeichnungen

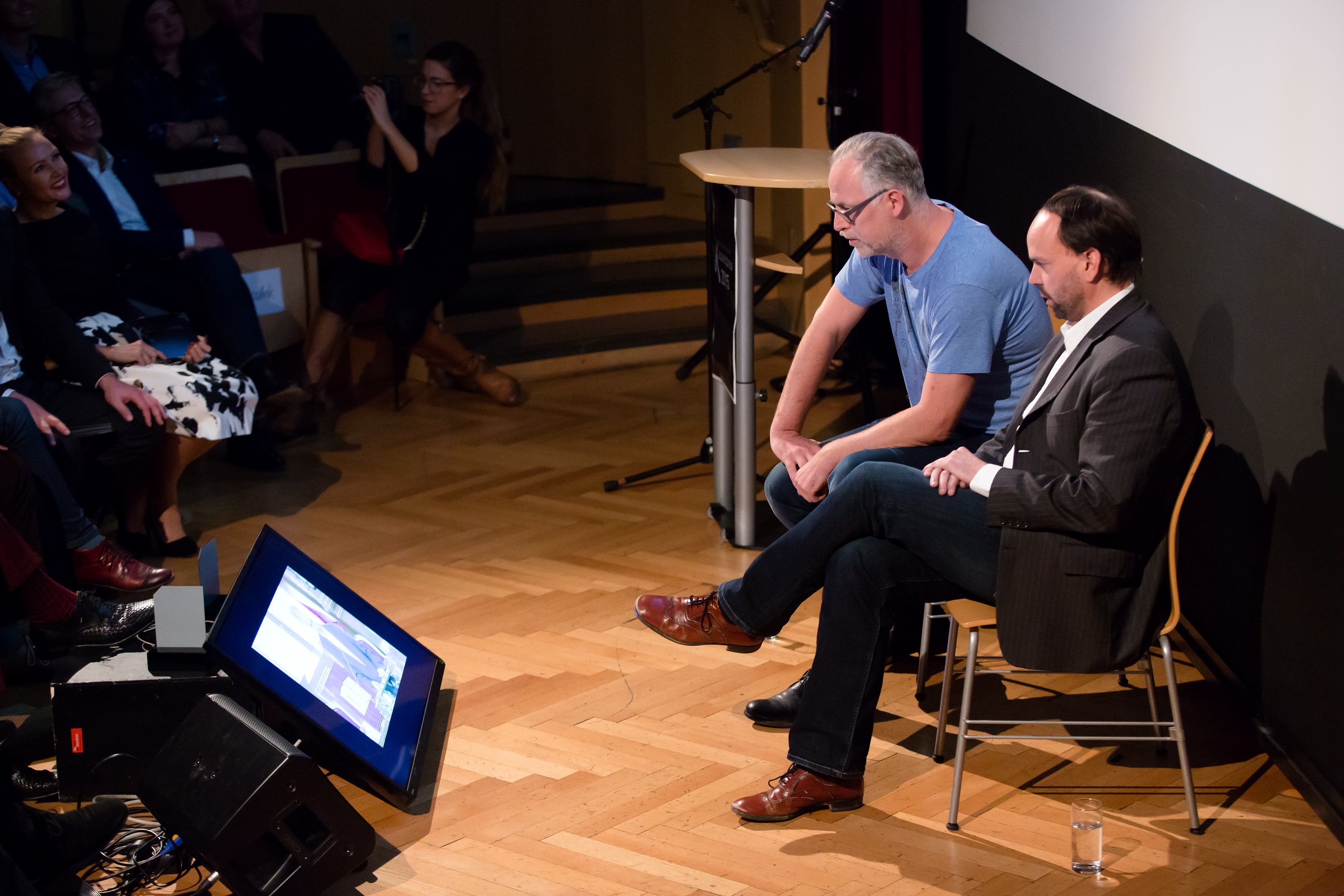
maschek. (2015)

- 2002: Nominierung für den Internationalen Medien/Kunstpreis des ZKM für Der graue Star 2 – die Wehrmacht[17]
- 2005: Nestroy-Theaterpreis für das Rabenhof Theater (speziell für Udo 77 von monochrom, The Great Television Swindle von Maschek und Freundschaft von Erwin Steinhauer und Rupert Henning)
- 2007: Österreichischer Kabarettpreis (für Beim Gusenbauer)
- 2007: Nominierung für den Nestroy-Theaterpreis: Maschek für Beim Gusenbauer mit dem Original Wiener Praterkasperl im Rabenhof Theater
- 2012: Mostdipf-Preis[18]
- 2017: Journalist des Jahres – Sonderpreis Kabarett[19]
- 2019: Österreichischer Kabarettpreis – Sonderpreis[20]